# تاماکی ماتسوکا
تاماکی ماتسوکا (انگلیسی: Tamaki Matsuoka؛ زادهٔ ۱ ژانویهٔ ۱۹۴۷) کارگردان فیلم، و فعال حقوق بشر اهل ژاپن است.